# 菊川英子
菊川 英子（きくかわ えいし、生没年不詳）とは、江戸時代の女流浮世絵師。

## 来歴
菊川英山の門人。菊川の画姓と英子を称し作画期は天保の頃とされるが、その他の事については不明。